# The Sims 3: Fuld Gas
|  | Sammenskrivningsforslag Artiklen The Sims 3: Fuld Gas er foreslået føjet ind i The Sims 3. (Siden maj 2024) Diskutér forslaget |

The Sims 3: Fuld Gas (engelsk: The Sims 3: Fast Lane Stuff) er den anden ekstrapakke til The Sims 3 med biler som hovedtema. Det blev officielt annonceret den 28. juni 2010 og blev udgivet i Nordamerika den 7. september 2010 og i Europa den 10. september 2010.

## Nye ting
- Nye møbelteamer (klassiske luksusbiler, racerbiler, 50'er rockbiler, smarte spionbiler)
- 12 nye biler
- Nyt tøj
- Nye møbler

## Kontrovers angående reklamer
Nogle simsspillere udtrykte deres utilfredshed over størrelsen af sponsorannoncer i spillet især racer og formel 1 teamet.
En af lederne på Sims 3-forummet svarede følgende på det: 
| Citat | Der er en række af folk der udtrykker bekymring over den nye sponsor-belæssede racing jumpsuits i The Sims 3: Fast Lane Stuff pack og jeg ønsker at rydde enhver misforståelse om disse beklædningsgenstande. Sponsorerne der vises på jumpsuitsene er fiktive selskaber og al teksten er skrevet i Simlish. Annoncer fra firmaer i det virkelige liv vises ikke på dette tøj, og selv børnenes uniform har en sød frø på! | Citat |
|       | |       |

| computerspil | Spire Denne computerspilsrelaterede artikel er en spire som bør udbygges. Du er velkommen til at hjælpe Wikipedia ved at udvide den. |